# Rebel Bunch
Rebel Bunch war eine deutsche Country-Band aus München.

## Geschichte
Gegründet wurde die Band im April 2009 von Danah Heiser und Michael Willings. Neben eigenen Songs wurde das Repertoire um  Coverversionen von Gretchen Wilson, Miranda Lambert und anderen ergänzt.
Im März 2010 veröffentlichte die Band ihr erstes Album. Zwei Single-Auskopplungen erreichten jeweils Platz 1 der deutschen Countrymusic Net Charts, Come Baby 2009 für sechs Wochen und Drink Some Beer 2010 für fünf Wochen. Deny hielt sich 2010 fünf Wochen auf Platz 4 der Countrymusic Netcharts. Come Baby erreichte 2011 zudem Platz 10 und Drink Some Beer die „Top 40“ der German Country Music Airplay Charts. Sämtliche Songs des Albums wurden von der Band selbst geschrieben.
2014 erschien das zweite Album. Die Auskopplung Ready to Ride kam im Mai 2014 auf Platz 28, Man Forges His Own Destiny im gleichen Monat auf Platz 4 sowie im Juni 2014 auf Platz 13 der German Country Music Airplay Charts. Ebenfalls dort im Juni zu finden war der Song Back In My Boots auf Platz 9.
Die Band löste sich Ende 2019 auf.

## Diskografie
Alben
- 2010: Rebel Bunch (Amazing Records)
- 2014: Ready to Ride (Obermain-Musikproduktion)

Singles
- 2016: Stand Up (Obermain-Musikproduktion)

Samplerbeiträge
- 2010: Drink Some Beer zu Truck Grand Prix Folge 4 (Sony Music / Palm Records)
- 2010: Come Baby zu Country Music Messe 2010 (Country Music Messe Berlin)
- 2011: Girls Need a Man zu Country Rock Heads! (Quadrophon)

## Auszeichnungen und Nominierungen
- 2010: 1. Platz Deutscher Rock- & Pop-Preis in der Kategorie Country[8]
- 2010–2013: jährlich nominiert für den Liebling der Fans Award des Deutschen Country Preises[9][10][11][12]
- 2016: CMA - Awards (Pullman City): 1. Platz: Beste Band „New Country“, 2. Platz Trio, Special Award: „Bester Song“ (Back in my Boots - Album: Ready to Ride)
- 2017: CMA - Awards (Pullman City): 3. Platz: „Bestes Trio“
- 2018: CMA - Awards (Pullman City): 2. Platz: Beste Band „New Country“; 2. Platz Trio, Special Award: „Bester Song“